# علي ظهير
الشيخ علي ظهير (بالصومالية: Cali Dheere)‏، هو عالم دين صومالي من مقديشو. كان له دور فعال في إنشاء المحاكم الإسلامية الأولى في مقديشو في عام 1996. وكانت غالبًا ما تسمى "محكمة الشيخ علي ظهير"، جمعت بين العلماء والشيوخ ورجتا الأعمال والسياسيين في شمال مقديشو، وحقق نجاحًا ودعمًا شعبيًا.
ينتمي إلى عشيرة محمد موسى وهي إحدى عشائر الأبقال، كثيرًا ما يتم الخلط بينه وبين الشيخ علي ظهير المتحدث باسم حركة الشباب.

## روابط خارجية
- صورة الشيخ علي ظهير